# Rybka
Rybka là một phần mềm chơi cờ vua được kiện tướng quốc tế Vasik Rajlich thiết kế. Khoảng năm 2011, Rybka là một trong những phần mềm được xếp hạng hàng đầu trong danh sách xếp hạng phần mềm chơi cờ  và đã giành được nhiều giải đấu cờ vua máy tính.
Sau khi Rybka giành bốn Giải vô địch cờ vua máy tính thế giới liên tiếp từ năm 2007 đến 2010, nó đã bị tước các danh hiệu này sau khi Hiệp hội trò chơi máy tính quốc tế (ICGA) kết luận vào tháng 6 năm 2011 rằng Rybka đã sao chép các đoạn mã chương trình từ cả hai phần mềm cờ vua Crafty và Fruit và do đó không đáp ứng được tính nguyên bản yêu cầu. Vào năm 2015, Ủy ban Đạo đức FIDE, sau khiếu nại của Vasik Rajlich và nhà phát triển động cơ cờ vua và nhà xuất bản trò chơi Chris Whittington về các vi phạm đạo đức trong quá trình tố tụng kỷ luật nội bộ, đã phán quyết ICGA có tội và bị xử phạt.
ChessBase đã xuất bản một bài báo phỏng vấn gồm hai phần đầy thách thức  về quá trình và phán quyết với người phát ngôn của ICGA David Levy. Sau đó, ChessBase đã xuất bản Rybka để sản xuất Fritz 15 phát hành vào cuối năm 2015  và Fritz 16 phát hành vào cuối năm 2017.